# Starý Smokovec
Starý Smokovec (maďarsky Ótátrafüred, německy Altschmecks) je součást města Vysoké Tatry, nejstarší osada ve Vysokých Tatrách na Slovensku. Byla založena v roce 1793. V letech 1947 až 1960 byla sídlem okresu Vysoké Tatry, od roku 1960 spadá pod okres Poprad.
Leží v nadmořské výšce 990 metrů. Ve Starém Smokovci je železniční uzel (Tatranské elektrické železnice a lanovka na Hrebienok), sídlí zde Tatranská horská služba.

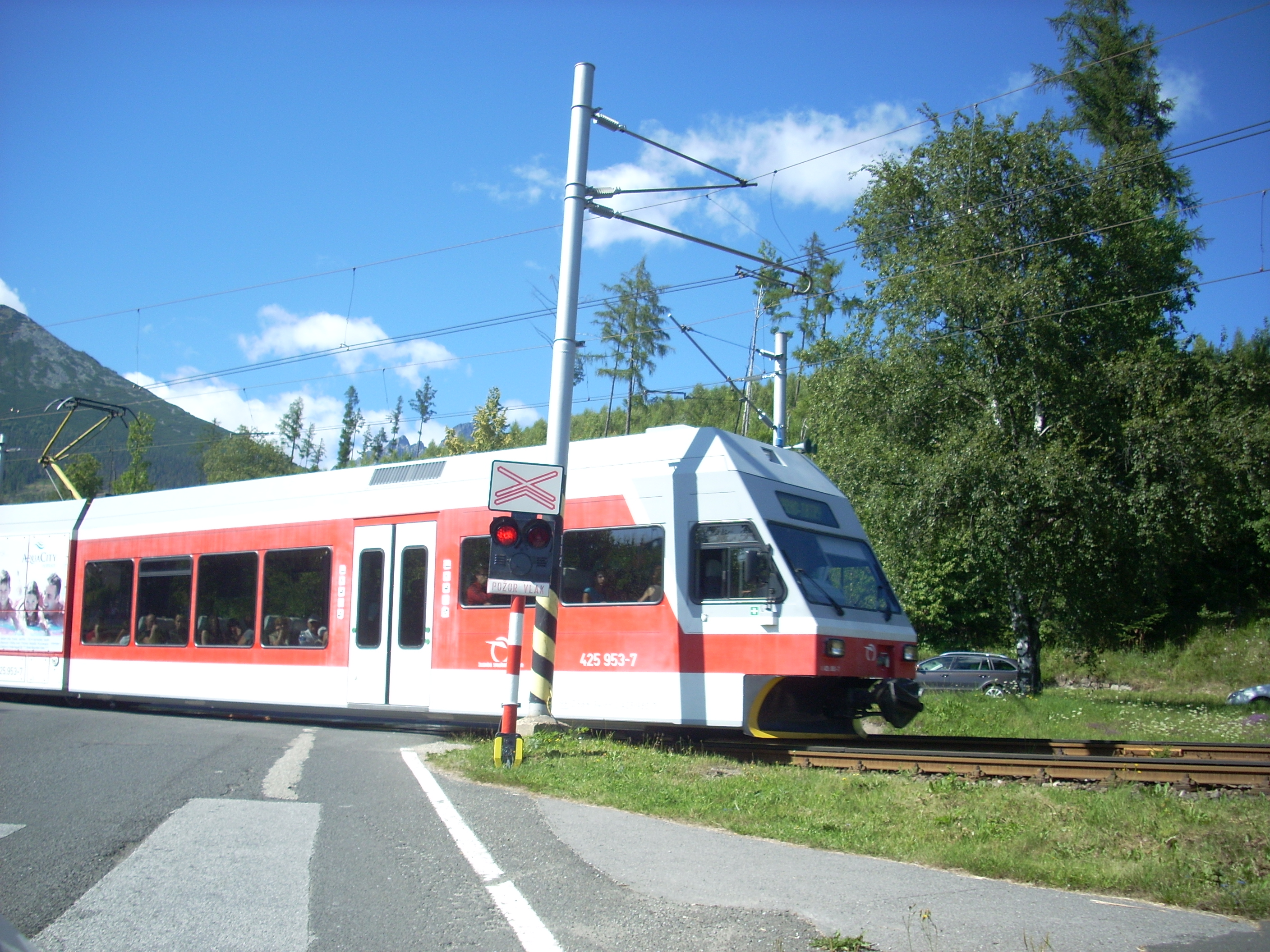
Elektrická jednotka 425.95 ve Starém Smokovci

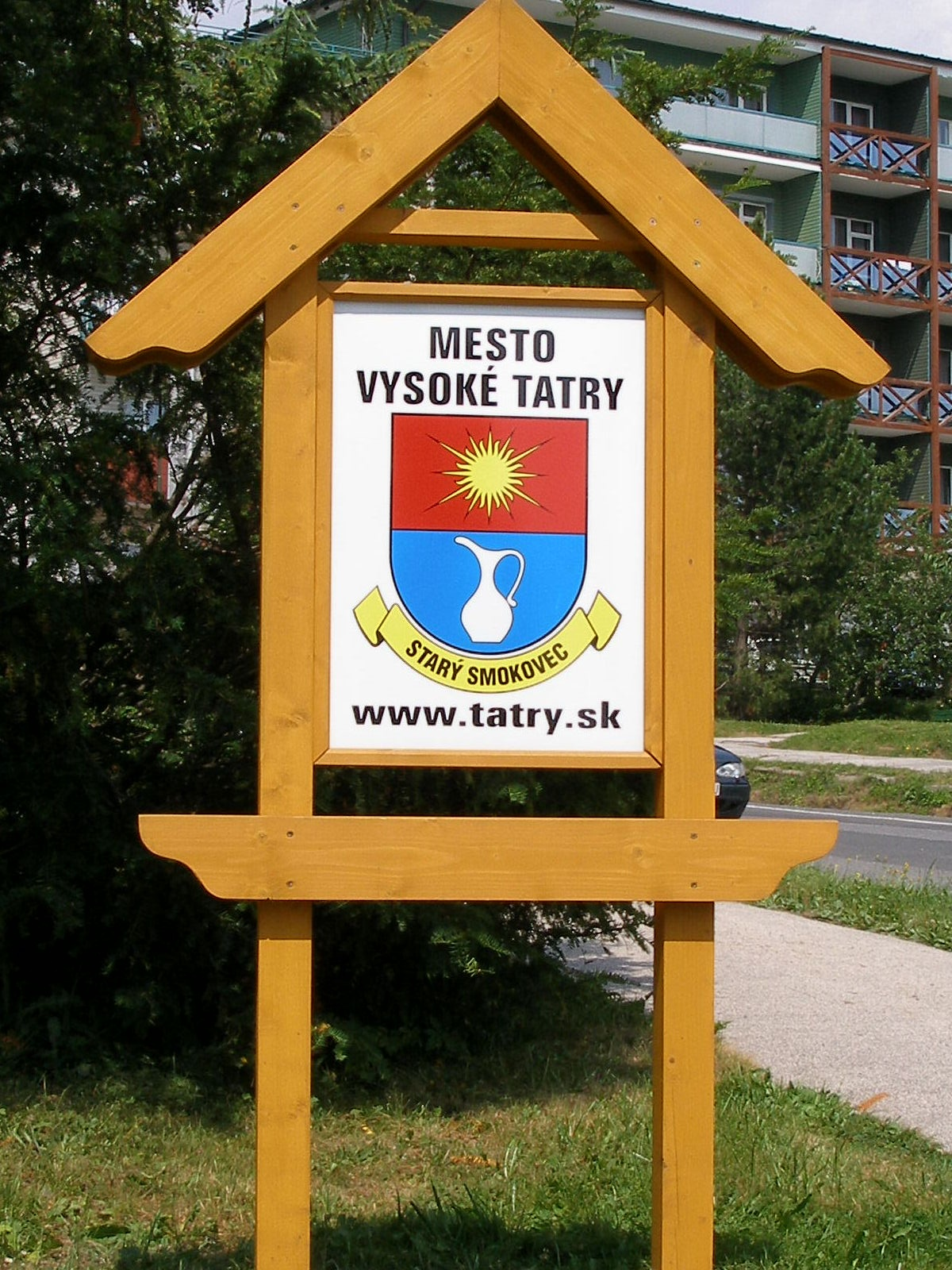
Znak Starého Smokovce